# Murielle Laurent
Murielle Laurent (Joigny, 21 settembre 1977) è una politica francese.

## Biografia
Viene eletta consigliere municipale di Feyzin durante le elezioni del marzo 2008 all'interno della lista di Yves Blein, diventandone suo primo vicesindaco. Gli succede come sindaco nel luglio 2017, venendo rieletta nel 2020. È anche consigliere per la metropoli di Lione.
Il 9 giugno 2024, è stata eletta europarlamentare nella lista PP-PS, guidata da Raphaël Glucksmann. Si dimise poco dopo dal suo mandato di sindaco per ottemperare alla legge che limita l'accumulo di mandati.
Ha indicato che il suo background socio-professionale nel 2014 era quello di dipendente e nel 2021 quello di membro della direzione amministrativa e commerciale di un'azienda.